# Lasioglossum trianguliferum
Lasioglossum trianguliferum là một loài Hymenoptera trong họ Halictidae. Loài này được Cockerell mô tả khoa học năm 1941.